# Funky Fables
Funky Fables (ポンキッキめいさくわーるど?, Ponkikki meisaku wārudo, lett. "Il mondo dei capolavori di Ponkikki") è una serie televisiva anime prodotta da Studio Junio in 41 episodi tra il 1988 e il 1990 e trasmessa su Fuji TV.

## Trama
Gli episodi sono adattamenti in chiave umoristica di fiabe e classici della letteratura per ragazzi.

## Distribuzione
La serie è stata trasmessa dal 4 aprile 1988 al 23 marzo 1990 in segmenti da 5 minuti all'interno del programma per ragazzi Hirake! Ponkikki (ひらけ!ポンキッキ? lett. "Apriti Ponkikki!"), in onda su Fuji TV dal 1973 al 1993. Poiché il contenitore andava in onda dal lunedì al venerdì, ogni storia era serializzata nell'arco di una settimana. 4 episodi vennero trasmessi con il titolo Ponkikki mukashi banashi (ポンキッキ むかしばなし? lett. "Ponkikki c'era una volta"), mentre uno non andò in onda. Nell'edizione home video gli episodi sono introdotti da Gachapin e Mukku, i protagonisti del programma.

### Edizione statunitense
Nel 1991 la serie è stata doppiata in inglese dalla Saban Entertainment, che ne cambiò le musiche e adattò i dialoghi rendendoli più comici. L'adattamento include solo 26 episodi, lasciando i restanti 15 inediti. Tale edizione è anche nota come Bill and Billy's Funky Fables, in quanto i nomi di Gachapin e Mukku furono cambiati in Bill e Billy.

### Edizione italiana
In Italia, alcuni episodi dell'edizione prodotta dalla Saban Entertainment sono stati distribuiti in VHS a inizio anni 1990 dalla I.T. Video (Industria Toscana Videocassette) per la serie Un mondo di fiabe e nel 1994 dalla Stardust nella collana C'era una volta...